# کوه تونوداکه
۳۵°۲۷′ شمالی ۱۳۹°۹′ شرقی / ۳۵٫۴۵۰°شمالی ۱۳۹٫۱۵۰°شرقی
تُونُوداکِه ( Tōnodake، 塔ノ岳) در استان کاناگاوا (神奈川県) قرار دارد. ارتفاع این کوه ۱۴۹۰ متر است. این کوه جزء سلسله کوه‌های سلسله کوه‌های تانزاوا (丹沢主脈) محسوب می‌شود.

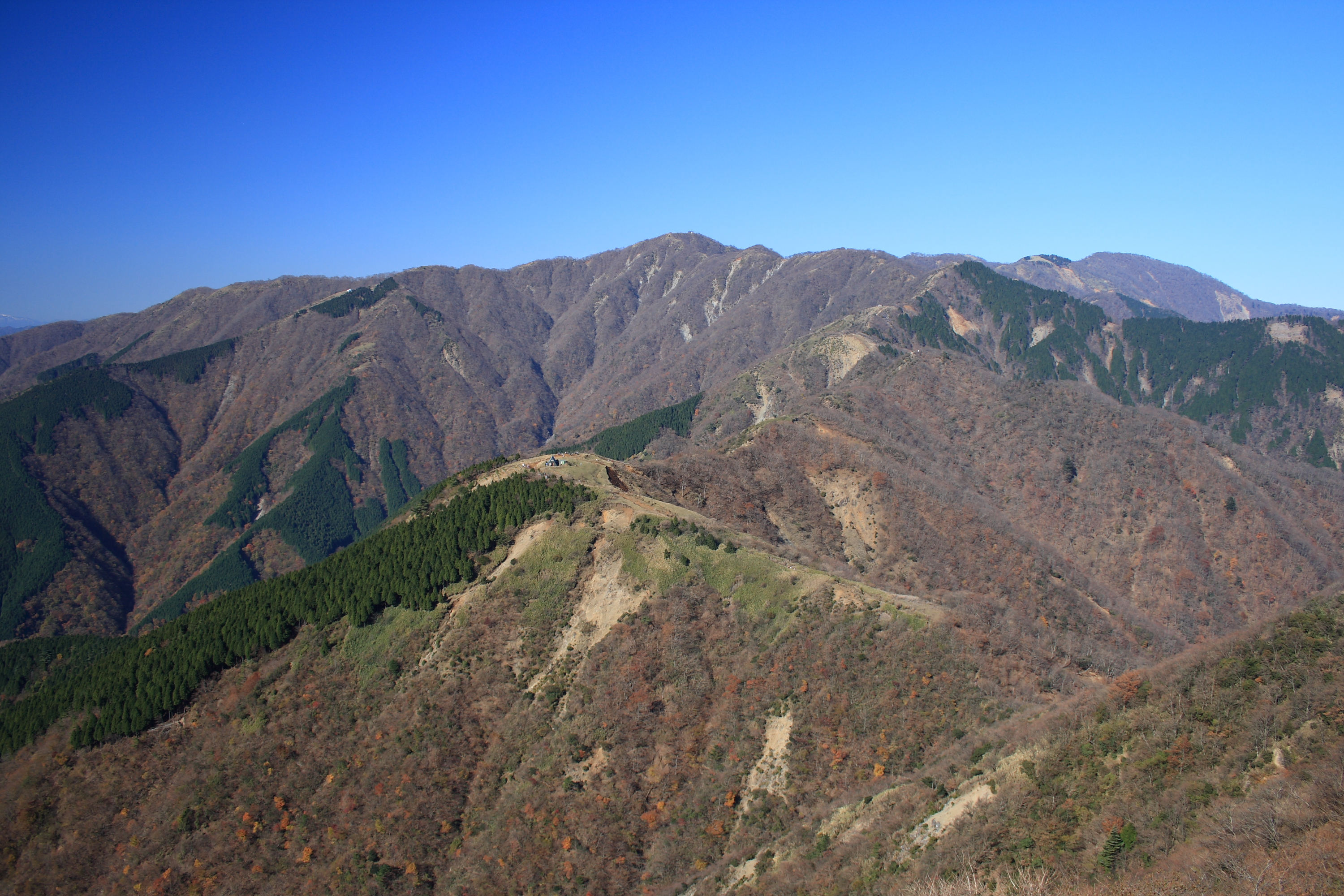
کوه تونوداکه.

## نگارخانه

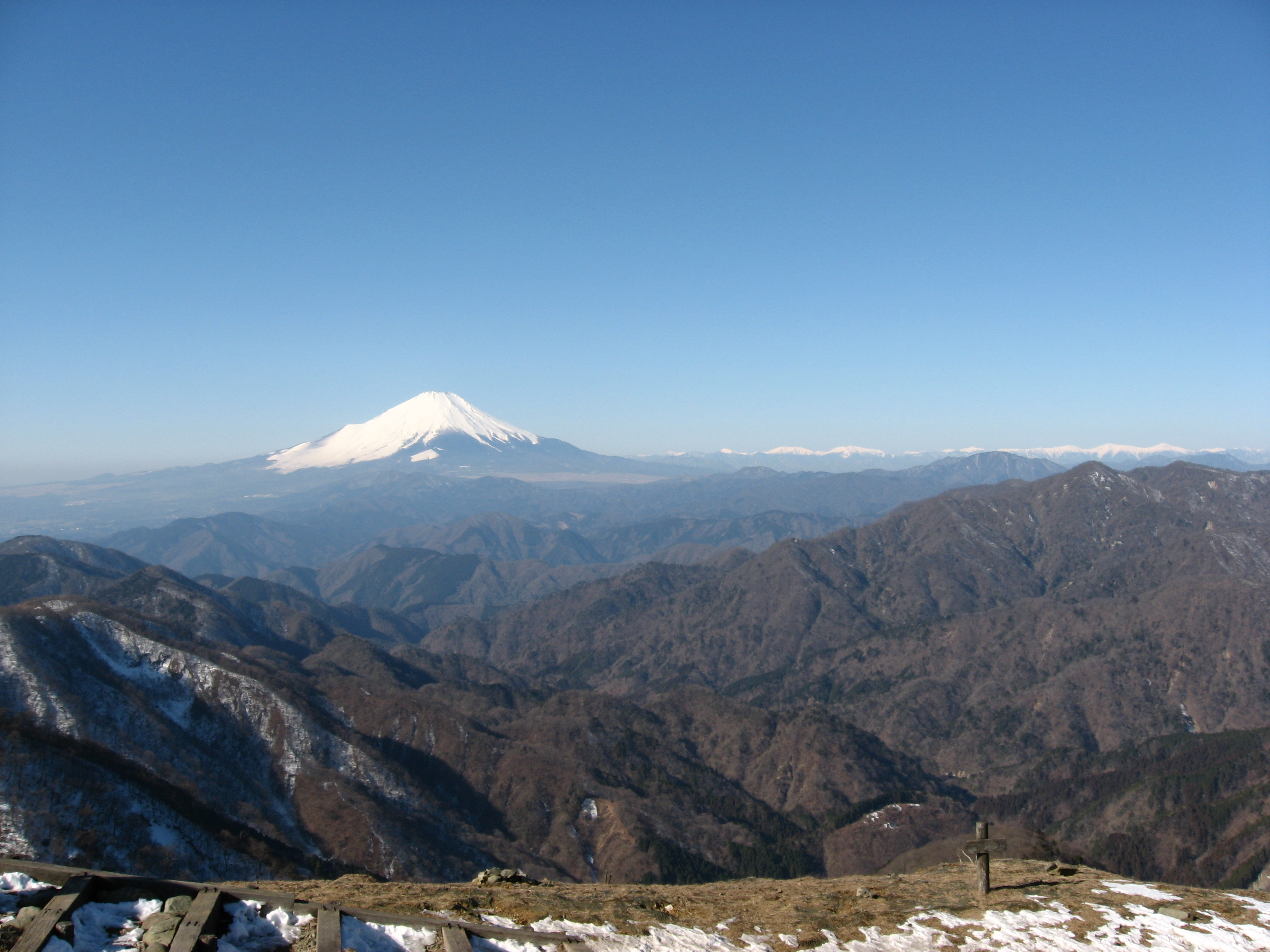
منظرهٔ کوه فوجی از روی قلهٔ تونوداکه (塔ノ岳). برای بهتر دیدن عکس بر روی آن کلیک کنید.
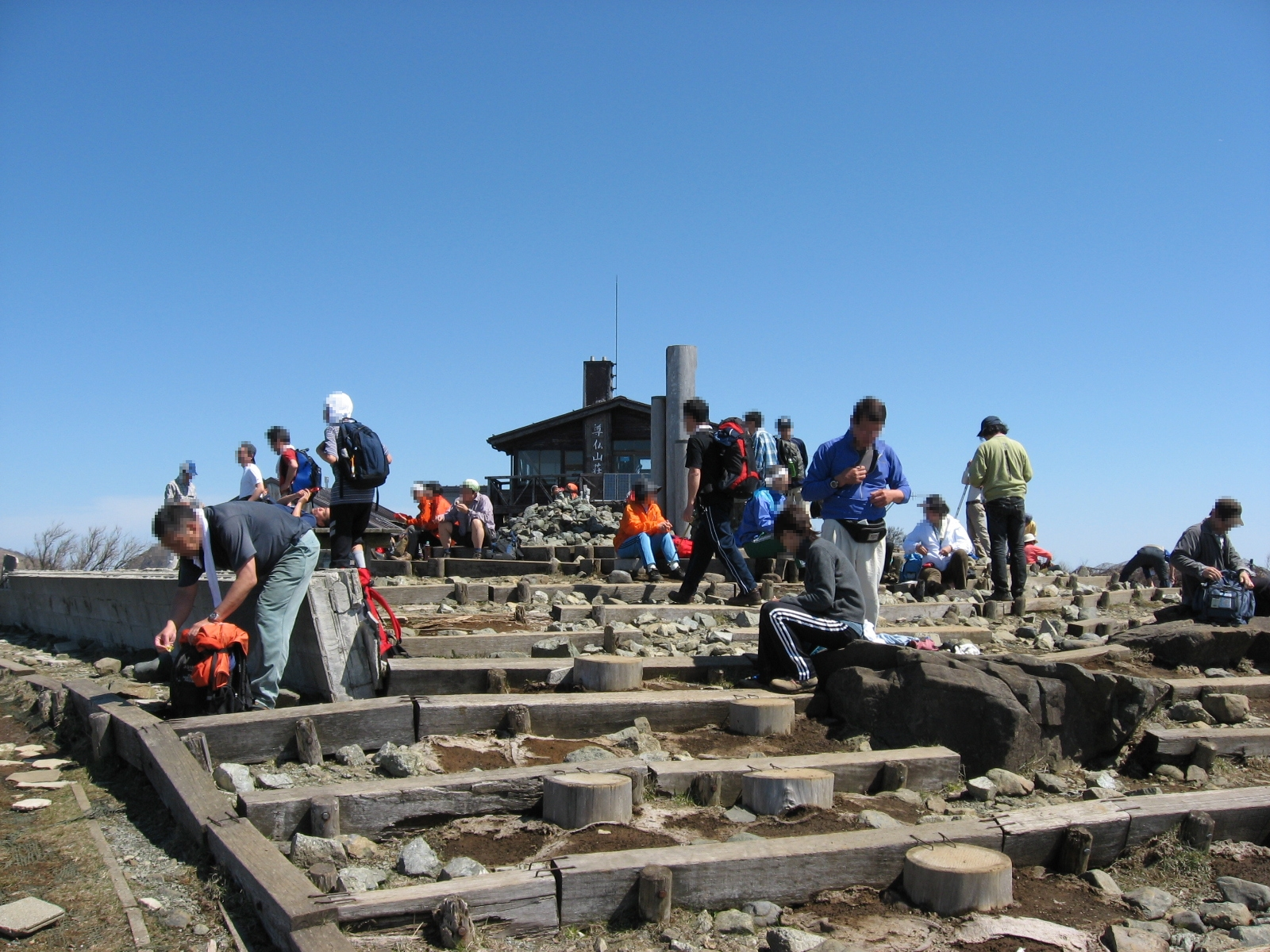
قلهٔ تونوداکه (塔ノ岳). برای بهتر دیدن عکس بر روی آن کلیک کنید.